# جوفان كاترون
جوفان كاترون (بالإنجليزية: Joevan Catron)‏ مواليد 25 فبراير 1988 في شيكاغو، هو لاعب كرة سلة أمريكي. بدأ مسيرته الاحترافية في سنة 2011. يبلغ طوله 6 قدم 6 بوصة (2.0 م). لعب مع إلوارا هوكز في الدوري الأسترالي لكرة السلة.

## روابط خارجية
- جوفان كاترون على موقع كلية كرة السلة في سبورتس رفرنس.كوم (الإنجليزية)
- جوفان كاترون على موقع ريلجم (الإنجليزية)
- جوفان كاترون على موقع بروبوليرز (الإنجليزية)